# L'Auberge du bon repos
L'Auberge du bon repos és una pel·lícula muda de la productora francesa Star Film Company de l'any 1903, dirigida per Georges Méliès. Pren elements del seu previ films Une nuit terrible (1896), sobre la idea de l'home que no pot dormir, i L'Auberge ensorcelée (1897), on s'uneix l'argument dels objectes que cobren vida.

## Sinopsi
Un viatger lleugerament borratxo arriba a dormir a l'habitació d'una posada. Mentre es troba allí, nombrosos objectes comença a cobrar vida i el persegueixen; al costat d'un diable que els segueix. Entusiasmats pel soroll, els habitants de la posada penetren a l'habitació del viatger, deslligant-se una frenètica persecució.

## Producció
L'Auberge du bon repos és una versió ampliada d'una pel·lícula anterior de Méliès, L'Auberge ensorcelée (1897). La lluna i una persecució maníaca, tal com apareix a la pel·lícula, són motius comuns a l'obra de Méliès. Com és habitual a les seves pel·lícules, la persecució aquí és circular, dins d'un mateix conjunt; tanmateix, Méliès finalment va provar el format de persecució lineal i multiescena dels seus contemporanis (com ara Ferdinand Zecca i Lucien Nonguet) a la seva pel·lícula Les Incendiaires.
El mateix Méliès interpreta el viatger a la pel·lícula. La taula i el pèndol s'animen utilitzant maquinària escènica; altres objectes s'estiren o suspenen amb filferro, i es treballen efectes addicionals amb escamoteigs. L'Auberge du bon repos foou venuda per la Star Film Company i té el numero 465–469 als seus catàlegs.